# Kazimierz Dziurzyński
Kazimierz Józef Dziurzyński (ur. 1 marca 1891 w Krakowie, zm. 9–11 kwietnia 1940 w Katyniu) – pułkownik dyplomowany piechoty Wojska Polskiego, działacz niepodległościowy, kawaler Orderu Virtuti Militari, ofiara zbrodni katyńskiej.

## Życiorys
Urodził się 1 marca 1891 w Krakowie, w rodzinie Jana i Bronisławy z Wormskich. W 1909 ukończył naukę w klasie VIIIb i zdał maturę w c.k. Gimnazjum III w Krakowie. Następnie ukończył osiem semestrów na Wydziale Prawa Uniwersytetu Jagiellońskiego i otrzymał absolutorium. Ukończył także jednoroczny kurs w Akademii Handlowej w Krakowie. Był członkiem Związku Strzeleckiego.
W czasie I wojny światowej walczył w szeregach Legionów Polskich. 4 sierpnia 1914 został wcielony do 7. kompanii 2 pułku piechoty. Od 1 listopada 1914 do 1 lutego 1915 był frekwentantem Szkoły Podchorążych Legionów Polskich. Po ukończeniu szkoły został przeniesiony do IV batalionu 3 pułku piechoty. 14 marca 1915 ranny pod Bortnikami. 18 maja 1915, po opuszczeniu szpitala, został przydzielony do III batalionu uzupełniajacego, a 27 czerwca tego roku do 6 pułku piechoty. Od 15 września do 7 grudnia 1915 chory na czerwonkę leczył się w szpitalach epidemicznych w Dęblinie i Opawie. 18 sierpnia 1916 został mianowany chorążym piechoty. 1 stycznia 1917 awansował na podporucznika piechoty. 1 września 1917 został wcielony do c. k. Pułku Strzelców Nr 16, lecz już 1 grudnia tego roku reklamowany przez Urząd Odbudowy Kraju.
3 stycznia 1919 został przyjęty Wojska Polskiego z dniem 10 listopada 1918 i zatwierdzeniem stopnia porucznika, nadanego przez generała majora Edwarda Śmigłego-Rydza jako ministra wojny w Tymczasowym Rządzie Ludowym Republiki Polskiej. 20 listopada 1918 został przeniesiony z 4 pułku piechoty Legionów do 25 pułku piechoty. Od 4 grudnia 1918 do 1 kwietnia 1919 przebywał w szpitalach w Pińczowie i Krakowie oraz Sanatorium Czerwonego Krzyża w Zakopanem. 10 kwietnia 1919 przydzielony do Dowództwa Okręgu Generalnego „Kielce”. Od 12 maja 1919 w Naczelnym Dowództwie Wojska Polskiego, w Sekcji 12. Głównego Kwatermistrzostwa.
W latach 1920–1921 pełnił służbę w Dowództwie Okręgu Generalnego „Kraków” i w Naczelnym Dowództwie, pozostając na ewidencji 6 pułku piechoty Legionów. 15 lipca 1920 został zatwierdzony z dniem 1 kwietnia 1920 w stopniu majora, w piechocie, w „grupie byłych Legionów Polskich”.
3 maja 1922 został zweryfikowany w stopniu majora ze starszeństwem z dniem 1 czerwca 1919 i 475. lokatą w korpusie oficerów piechoty. Jego oddziałem macierzystym był nadal 6 pp Leg. Obok stopnia wojskowego przysługiwał mu wówczas tytuł „adiutant sztabowy”. W latach 1922–1924 był słuchaczem III Kursu Normalnego Wyższej Szkoły Wojennej w Warszawie. 1 października 1924, po ukończeniu kursu i uzyskaniu dyplomu naukowego oficera Sztabu Generalnego, został przydzielony do Oddziału IV Sztabu Generalnego w Warszawie, pozostając oficerem nadetatowym 78 pułku piechoty w Baranowiczach. 21 sierpnia 1926 został przeniesiony do Korpusu Ochrony Pogranicza na stanowisko I oficera sztabu 5 Brygady Ochrony Pogranicza w Łachwie. 12 stycznia 1927 został przeniesiony do 11 Dywizji Piechoty w Stanisławowie na stanowisko szefa sztabu. 23 stycznia 1928 awansował na podpułkownika ze starszeństwem z dniem 1 stycznia 1928 i 45. lokatą w korpusie oficerów piechoty. 5 listopada 1928 ogłoszono jego przeniesienie do 26 pułku piechoty w Gródku Jagiellońskim na stanowisko dowódcy batalionu. W 1929 został przesunięty na stanowisko zastępcy dowódcy tego oddziału. W 1930 został wyznaczony na stanowisko szefa sztabu Dowództwa Okręgu Korpusu Nr X w Przemyślu. 26 kwietnia 1934 objął obowiązki dowódcy 19 pułku piechoty we Lwowie. Od 18 do 28 czerwca 1934 był słuchaczem dwutygodniowego IV Kursu informacyjnego broni pancernych dla dowódców pułków Centrum Wyszkolenia Czołgów i Samochodów Pancernych w Modlinie. We wrześniu 1939 był komendantem Miasta Łodzi. Na stopień pułkownika został mianowany ze starszeństwem z 19 marca 1938 i 2. lokatą w korpusie oficerów piechoty. Nie założył rodziny.
22 września 1939 w miejscowości Werba dostał się do niewoli sowieckiej. W październiku tego roku przebywał w Obozie jenieckim NKWD w Putywlu, a w listopadzie został przeniesiony do obozu w Kozielsku. Między 7 a 9 kwietnia 1940 został przekazany do dyspozycji naczelnika Zarządu NKWD Obwodu Smoleńskiego, a między 9 a 11 kwietnia 1940 zamordowany w Katyniu i tam pogrzebany. W 1943 został ekshumowany i zidentyfikowany przez członków Międzynarodowej Komisji Lekarskiej. Przy jego zwłokach odnaleziono: 2 legit. osob., kartę tramwajową, 2 pocztówki, 2 wizytówki oraz krzyż Virtuti Militari. Figuruje na liście Komisji Technicznej PCK pod numerem 0286 opisany jako Dziużyński Kazimierz. Od 28 lipca 2000 spoczywa na Polskim Cmentarzu Wojennym w Katyniu.
Postanowieniem nr 112-48-07 Prezydenta RP Lecha Kaczyńskiego z 5 października 2007 został awansowany pośmiertnie na stopień generała brygady. Awans został ogłoszony 9 listopada 2007 w Warszawie, w trakcie uroczystości „Katyń Pamiętamy – Uczcijmy Pamięć Bohaterów”.

## Ordery i odznaczenia
- Krzyż Srebrny Orderu Wojskowego Virtuti Militari nr 6321 – 17 maja 1922[34][35][36]
- Krzyż Niepodległości – 6 czerwca 1931 „za pracę w dziele odzyskania niepodległości”[37][35]
- Krzyż Kawalerski Orderu Odrodzenia Polski – 11 listopada 1937 „za zasługi w służbie wojskowej”[38]
- Krzyż Walecznych czterokrotnie – 1922 „za udział w b. Legionach Polskich”[39][35]
- Złoty Krzyż Zasługi – 10 listopada 1928[40][41][35]
- Medal Pamiątkowy za Wojnę 1918–1921 – 1928[42]
- Medal Dziesięciolecia Odzyskanej Niepodległości – 1928[42]